# Эмирбеков, Эмирбек Зиядович
Эмирбе́к Зия́дович Эмирбе́ков (15 февраля 1937, с. Хрюг, Дагестанская АССР) — советский и российский учёный, доктор биологических наук, профессор; академик РАЕН и Нью-Йоркской академии наук. Заслуженный деятель науки Республики Дагестан и РФ.

## Биография
По национальности лезгин. Отец — Эмирбеков Зияд Эмирбекович, бригадир овцеводческой бригады, умер в 1956 году; мать — Сайдаметова Бичехан Сайдаметовна, колхозница, умерла в 1984 году.
В 1960 году окончил Дагестанский государственный университет. В 1964 году окончил аспирантуру Ростовского государственного университета.
С 1964 по 1997 год работал старшим преподавателем, доцентом, заведующим курсом, деканом биологического факультета, заведующим кафедрой биохимии и биофизики, научным руководителем проблемной лаборатории нейрохимии, директором НИИ биологии ДГУ.
С 1997 года директор филиала Ростовского государственного университета (ЮФУ).
Основные направления научной деятельности: биохимия, биофизика; создатель новых научных направлений — криобиохимии и экологической биохимии.
Член редколлегий журналов «Проблемы криобиологии», «Нейрохимия», «Известия вузов. Северо-Кавказский регион».
Женат, имеет четверых детей. Жена — Эмирбекова (Азизова) Алимат Азизовна, профессор;
Дети:
- Майя, доцент;
- Зарина (1969), врач;
- Зияд (1972—2016), оперуполномоченный МВД по РД;
- Элена (1981), доцент[1].

## Общественно-политическая деятельность
- Народный депутат ДАССР (1990—1995).
- Советник Председателя Народного Собрания Республики Дагестан (2000—2005).
- Советник Президента Республики Дагестан (с 2005 г.).
- Член координационного совета по формированию гражданского общества при Президенте Республики Дагестан (с 2005 г.)[1].
- Член Общественной палаты РД III и IV созывов, был членом комиссии по науке, культуре, образованию и молодежной политике.

## Публикации
Более 450 научных трудов, в том числе 5 монографий и 6 учебных пособий для университетов России.
- Нейрохимия;
- Н. Н. Демин, Т. Х. Шортанова, Э. З. Эмирбеков. Нейрохимия зимней спячки млекопитающих. — Л. : Наука, 1988. — 137 с.[1].
- Азотистый метаболизм мозга при гипотермии и зимней спячке. — Дагучпедгиз, Махачкала, 1969.
- Функциональная нейрохимия. — Махачкала, ДГУ 1980.
- Влияние гипотермии на поглощение аминокислот срезами мозга // Нейрохимия, 1982. Т. 1, N3.
- Нейрохимические исследования при зимней спячке / В сб. «Механизмы природных гипометаболических состояний». — Пущино. — 1991.
- Адаптация биохимической активности мозга при низкой температуре тела / В сб. «Организованный мозг» (материалы научн. конф.). — М. — 1993.
- Нейрохимические особенности (метаболизм аммиака, аминокислот) эутермных зимоспящих животных при действии различных факторов // Научная мысль Кавказа. Приложение. Спецвыпуск. — 2001.
- Эмирбеков Э. З., Абдуллаев P. A. Белки головного мозга при гипотермии и гибернации // Тез. докл. Всес. симпоз. «Метаболизм белков центральной нервной системы», Днепропетровск, 1978.
- Эмирбеков Э. З., Абдуллаев P. A., Ибрагимов И. И. Содержание биогенных аминов в головном мозгу при искусственном и естественном охлаждении животных. // Укр. биохим. журн. — 1980. — Т. 52, № 4.
- Эмирбеков Э. З., Даудова Т. Н. Изменение активности некоторых ферментов азотистого обмена мозга малых сусликов при зимней спячке и пробуждении. — В кн.: Механизмы зимней спячки млекопитающих. — Владивосток, 1977.
- Эмирбеков Э. З., Львова С. П. Биохимические изменения в головном мозгу при зимней спячке // Успехи совр. биол., 1970, т. 70, № 2 (5).
- Эмирбеков Э. З., Львова С. П. Дыхание головного мозга зимоспящих и молодых незимоспящих животных в норме и при искусственно сниженнойжизнедеятельности / В кн. «Клеточное дыхание в норме и в условиях гипоксии». — Горький. − 1973.
- Эмирбеков Э. З. Львова С. П. Механизмы биохимических изменений при низких температурах тела. — Изд. РГУ, 1985.
- Эмирбеков Э. З., Львова С. П., Абдуллаев Р. А. Влияние гипотермии на обменные процессы в мозгу. — Успехи физиол. наук. 1984, Т. 15. N4.
- Эмирбеков Э. З., Львова С. П., Кличханов Н. К. Биохимические изменения в крови при искусственной и естественной гипотермии // Проблемы криобиологии, № 1, 1995.
- Эмирбеков Э. З., Львова С. П., Османова P. P. Влияние кратковременной и пролонгированной гипотермии на азотистый и углеводно-фосфорный метаболизм мозга гомойотермных и гетеротермных животных. — Изд-во ВИНИТИ, 1976, Юс.

## Награды и премии
Награждён 4 медалями СССР (1958; 1960; 1970; 1989); орденами (2004; 2005) и медалями (2001; 2002; 2003) гражданских обществ России и Международных гражданских обществ.
- Орден Почёта (2006)[1];
- Орден Дружбы (2002);
- Медаль «За трудовую доблесть» (4 мая 1960 года)[3];
- Заслуженный деятель науки Республики Дагестан;
- Заслуженный деятель науки Российской Федерации[2].